# Südostdeutsche Fußballmeisterschaft 1913/14

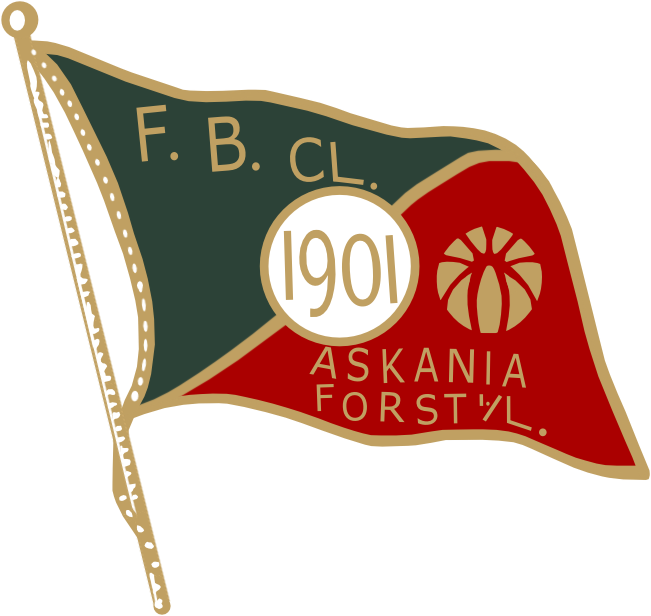
FC Askania Forst – Südostdeutscher Meister 1914

Die südostdeutsche Fußballmeisterschaft 1913/14 war die achte Austragung der südostdeutschen Fußballmeisterschaft des Südostdeutschen Fußball-Verbandes (SOFV). Die Meisterschaft gewann der Titelverteidiger FC Askania Forst durch einen 2:1-Erfolg im Finale gegen den Verein Breslauer Sportfreunde. Es war Askania Forsts dritter und letzter Meistertitel des Südostdeutschen Fußball-Verbandes nach den Triumphen 1911 und 1913. Durch den Gewinn der Verbandsmeisterschaft qualifizierten sich die Forster für die deutsche Fußballmeisterschaft 1913/14, bei der sie nach einer 0:4-Auswärtsniederlage erneut im Viertelfinale ausschieden.

## Modus
Die Fußballmeisterschaft wurde in diesem Jahr erneut in sechs regionalen 1. Bezirksklassen ausgespielt, deren Sieger für die Endrunde qualifiziert waren.
| Bezirk          | Bezirksmeister                |
| --------------- | ----------------------------- |
| Breslau         | Verein Breslauer Sportfreunde |
| Niederlausitz   | FC Viktoria Forst             |
| Niederschlesien | ATV Liegnitz                  |
| Oberschlesien   | Beuthener SuSV 09             |
| Posen           | DSV Posen                     |
| Oberlausitz     | SC Preußen Görlitz            |

## Bezirk I Breslau

### A-Klasse
| Pl. | Verein                        | Sp. | S  | U | N  | Tore    | Quote | Punkte |
| --- | ----------------------------- | --- | -- | - | -- | ------- | ----- | ------ |
| 1.  | Verein Breslauer Sportfreunde | 16  | 14 | 1 | 1  | 064:130 | 4,92  | 29:30  |
| 2.  | VfR 1897 Breslau              | 16  | 12 | 1 | 3  | 058:200 | 2,90  | 25:70  |
| 3.  | SC Schlesien Breslau          | 16  | 11 | 2 | 3  | 067:150 | 4,47  | 24:80  |
| 4.  | VfB Breslau                   | 16  | 9  | 1 | 6  | 057:380 | 1,50  | 19:13  |
| 5.  | SC Germania Breslau           | 16  | 6  | 2 | 8  | 030:360 | 0,83  | 14:18  |
| 6.  | Breslauer SC 08               | 16  | 6  | 1 | 9  | 043:460 | 0,93  | 13:19  |
| 7.  | Breslauer FV 06               | 16  | 5  | 0 | 11 | 026:490 | 0,53  | 10:22  |
| 8.  | SC Preußen Breslau (M)        | 16  | 3  | 1 | 12 | 020:670 | 0,30  | 07:25  |
| 9.  | SC Falke Breslau              | 16  | 1  | 1 | 14 | 008:890 | 0,09  | 03:29  |

| (M) | Titelverteidiger Bezirk |

### B-Klasse
| Pl. | Verein                      | Sp. | S  | U | N  | Tore    | Quote | Punkte |
| --- | --------------------------- | --- | -- | - | -- | ------- | ----- | ------ |
| 1.  | Breslauer SpVgg 05          | 16  | 12 | 1 | 3  | 072:120 | 6,00  | 25:70  |
| 2.  | SC Union Breslau            | 16  | 11 | 2 | 3  | 032:160 | 2,00  | 24:80  |
| 3.  | SC Britannia Breslau        | 15  | 9  | 3 | 3  | 027:330 | 0,82  | 21:90  |
| 4.  | SV 1908 Breslau a           | 16  | 9  | 0 | 7  | 047:320 | 1,47  | 18:14  |
| 5.  | SC Alemannia Breslau        | 16  | 4  | 6 | 6  | 018:330 | 0,55  | 14:18  |
| 6.  | ATV Breslau                 | 14  | 6  | 0 | 8  | 019:270 | 0,70  | 12:16  |
| 7.  | SC Eintracht Breslau        | 16  | 4  | 3 | 9  | 020:320 | 0,63  | 11:21  |
| 8.  | SVgg Askania 09 Breslau (N) | 16  | 3  | 4 | 9  | 017:280 | 0,61  | 10:22  |
| 9.  | SV Komet Breslau            | 16  | 2  | 3 | 11 | 009:480 | 0,19  | 07:25  |

| (N) | Aufsteiger aus der C-Klasse |

### Relegationsspiel
Zur A-Klasse:
| Datum         |                                              | Ergebnis |                                   | Ort     |
| ------------- | -------------------------------------------- | -------- | --------------------------------- | ------- |
| 14. Juni 1914 | SC Falke Breslau (Letztplatzierter A-Klasse) | b3:0 b   | Breslauer SpVgg (Sieger B-Klasse) | Breslau |

Zur B-Klasse:
| Datum         |                                              | Ergebnis |                                       | Ort     |
| ------------- | -------------------------------------------- | -------- | ------------------------------------- | ------- |
| 14. Juni 1914 | SV Komet Breslau (Letztplatzierter B-Klasse) | 1:6      | SC Vorwärts Breslau (Sieger C-Klasse) | Breslau |

## Bezirk II Niederlausitz
Zum ersten Mal war auch der Titelverteidiger für die südostdeutsche Endrunde qualifiziert, so dass Askania Forst trotz zweitem Platz ebenfalls an dieser teilnehmen durfte.

### 1. Klasse
| Pl. | Verein                    | Sp. | S  | U | N  | Tore    | Quote | Punkte |
| --- | ------------------------- | --- | -- | - | -- | ------- | ----- | ------ |
| 1.  | FC Viktoria Forst         | 16  | 11 | 3 | 2  | 050:130 | 3,85  | 25:70  |
| 2.  | FC Askania Forst (M)(SOM) | 16  | 10 | 4 | 2  | 046:130 | 3,54  | 24:80  |
| 3.  | FV Brandenburg Cottbus    | 15  | 9  | 1 | 5  | 037:260 | 1,42  | 19:11  |
| 4.  | FC Deutschland Forst      | 15  | 8  | 1 | 6  | 031:290 | 1,07  | 17:13  |
| 5.  | SC Viktoria Cottbus       | 14  | 6  | 2 | 6  | 027:270 | 1,00  | 14:14  |
| 6.  | TuFC Britannia Cottbus    | 14  | 6  | 0 | 8  | 024:360 | 0,67  | 12:16  |
| 7.  | FC Hohenzollern Forst     | 15  | 4  | 1 | 10 | 028:490 | 0,57  | 09:21  |
| 8.  | FC Amicitia Forst         | 13  | 2  | 2 | 9  | 020:400 | 0,50  | 06:20  |
| 9.  | SC Union Cottbus (N)      | 14  | 3  | 0 | 11 | 016:460 | 0,35  | 06:22  |
| 10. | SC Alemannia Cottbus c    | 0   | 0  | 0 | 0  | 000:000 | 1,00  | 0:0    |

| (SOM) | südostdeutscher Titelverteidiger |
| (M)   | Titelverteidiger Bezirk          |
| (N)   | Aufsteiger aus der 2. Klasse     |

### Aufstiegsrunde zur 1. Klasse
Halbfinale:
| Datum                                                                   |                                                       | Ergebnis |                                                    | Ort     |
| ----------------------------------------------------------------------- | ----------------------------------------------------- | -------- | -------------------------------------------------- | ------- |
| 29. März 1914                                                           | FC Sparta Finsterwalde (Sieger 2. Klasse Abteilung B) | +:0      | VfB 1909 Weißwasser (Sieger 2. Klasse Abteilung C) | Cottbus |
| SV Wacker Ströbitz (Sieger 2. Klasse Abteilung A) erhielte ein Freilos. |                                                       |          |                                                    |         |

Finale:
| Datum       |                    | Ergebnis |                        | Ort     |
| ----------- | ------------------ | -------- | ---------------------- | ------- |
| 3. Mai 1914 | SC Wacker Ströbitz | 7:2      | FC Sparta Finsterwalde | Cottbus |

## Bezirk III Niederschlesien
Die niederschlesische Meisterschaft wurde zuerst in vier Gauen ausgetragen. Die jeweiligen Erstplatzierten spielten in einer Finalrunde den Meister aus.

### Gau Brieg
Aus dem Gau Brieg ist aktuell nur der Sieger SC Brega Brieg überliefert.

### Gau Glogau
Aus dem Gau Glogau ist als Sieger der SC Preußen 1911 Glogau überliefert. Weitere Teilnehmer waren Grünberger FC, FC Viktoria Kusser, SC Preußen Glogau Ib, FC Fortuna Neusalz, FC Fortuna Neusalz Ib und FC Wacker Grünberg.

### Gau Liegnitz
| Pl. | Verein                  | Sp. | S | U | N | Tore    | Quote | Punkte |
| --- | ----------------------- | --- | - | - | - | ------- | ----- | ------ |
| 1.  | ATV Liegnitz (M)        | 4   | 3 | 1 | 0 | 019:100 | 19,00 | 07:10  |
| 2.  | FC Blitz 03 Liegnitz    | 4   | 1 | 2 | 1 | 005:900 | 0,56  | 04:40  |
| 3.  | FC Viktoria 06 Liegnitz | 4   | 0 | 1 | 3 | 003:170 | 0,18  | 01:70  |

| (M) | Titelverteidiger Bezirk |

### Gau Schweidnitz
| Pl. | Verein                      |
| --- | --------------------------- |
| 1.  | SV Silesia Freiburg         |
| 2.  | Schweidnitzer FV 1911       |
| 3.  | Waldenburger SV 09          |
| 4.  | FC Sportfreunde Schweidnitz |
| 5.  | Schweidnitzer FV 1911 II    |

### Niederschlesische Endrunde
Vorrunde:
| Datum            |                   | Ergebnis |                     | Ort      |
| ---------------- | ----------------- | -------- | ------------------- | -------- |
| 22. Februar 1914 | ATV Liegnitz      | 6:1      | SC Brega Brieg      | Liegnitz |
| 1. März 1914     | SC Preußen Glogau | d-:- d   | SV Silesia Freiburg | Liegnitz |

Finale:
| Datum        |              | Ergebnis |                   | Ort      |
| ------------ | ------------ | -------- | ----------------- | -------- |
| 8. März 1914 | ATV Liegnitz | 3:2      | SC Preußen Glogau | Liegnitz |

## Bezirk IV Oberschlesien
Die Oberschlesische Meisterschaft wurde zuerst in drei Gauen ausgetragen. Die jeweiligen Erstplatzierten spielten in einer Finalrunde den Meister aus.

### Gau Beuthen
| Pl. | Verein               | Sp. | S  | U | N | Tore    | Quote | Punkte |
| --- | -------------------- | --- | -- | - | - | ------- | ----- | ------ |
| 1.  | Beuthener SuSV 09    | 10  | 10 | 0 | 0 | 043:500 | 8,60  | 20:0   |
| 2.  | Beuthener SuSV 09 II | 8   | 4  | 0 | 4 | 020:900 | 2,22  | 08:80  |
| 3.  | SC 08 Königshütte    | 6   | 3  | 1 | 2 | 011:900 | 1,22  | 07:50  |
| 4.  | FC Silesia Lipine    | 8   | 3  | 0 | 5 | 022:110 | 2,00  | 06:10  |
| 5.  | VfR Königshütte      | 6   | 1  | 2 | 3 | 009:180 | 0,50  | 04:80  |
| 6.  | VfR Tarnowitz        | 8   | 0  | 1 | 7 | 006:590 | 0,10  | 01:15  |

### Gau Gleiwitz
| Pl. | Verein             | Sp. | S | U | N | Tore    | Quote | Punkte |
| --- | ------------------ | --- | - | - | - | ------- | ----- | ------ |
| 1.  | RV 09 Gleiwitz     | 8   | 6 | 0 | 2 | 030:170 | 1,76  | 12:40  |
| 2.  | SpVgg Ratibor 03   | 7   | 6 | 0 | 1 | 038:170 | 2,24  | 12:20  |
| 3.  | VfB 1910 Gleiwitz  | 7   | 3 | 0 | 4 | 030:210 | 1,43  | 06:80  |
| 4.  | SV Ruda 1910       | 8   | 2 | 1 | 5 | 021:440 | 0,48  | 05:11  |
| 5.  | SC Preußen Zaborze | 6   | 0 | 1 | 5 | 010:300 | 0,33  | 01:11  |

### Gau Kattowitz
| Pl. | Verein                         | Sp. | S | U | N | Tore    | Quote | Punkte |
| --- | ------------------------------ | --- | - | - | - | ------- | ----- | ------ |
| 1.  | FC Preußen Kattowitz (M)       | 8   | 7 | 1 | 0 | 036:120 | 3,00  | 15:10  |
| 2.  | SC Diana Kattowitz             | 8   | 4 | 1 | 3 | 026:180 | 1,44  | 09:70  |
| 3.  | SC Zalenze 06 (N)              | 8   | 2 | 2 | 4 | 028:310 | 0,90  | 06:10  |
| 4.  | FC Hohenzollern Laurahütte (N) | 8   | 2 | 2 | 4 | 018:320 | 0,56  | 06:10  |
| 5.  | SC Germania Kattowitz          | 8   | 1 | 2 | 5 | 022:370 | 0,59  | 04:12  |

| (M) | Titelverteidiger Bezirk      |
| (N) | Aufsteiger aus der 2. Klasse |

### Oberschlesische Endrunde
Vorrunde:
| Datum                                      |                | Ergebnis |                   | Ort       |
| ------------------------------------------ | -------------- | -------- | ----------------- | --------- |
| 22. Februar 1914                           | RV 09 Gleiwitz | 2:3      | Beuthener SuSV 09 | Myslowitz |
| FC Preußen Kattowitz erhielte ein Freilos. |                |          |                   |           |

Finale:
| Datum        |                      | Ergebnis     |                   | Ort       |
| ------------ | -------------------- | ------------ | ----------------- | --------- |
| 1. März 1914 | FC Preußen Kattowitz | e5:4 e       | Beuthener SuSV 09 | Myslowitz |
| 8. März 1914 | FC Preußen Kattowitz | f2:4 n. V. f | Beuthener SuSV 09 | Myslowitz |
| 24. Mai 1914 | FC Preußen Kattowitz | 3:9          | Beuthener SuSV 09 | Myslowitz |

## Bezirk V Posen
| Pl. | Verein                 | Sp. | S | U | N | Tore    | Quote | Punkte |
| --- | ---------------------- | --- | - | - | - | ------- | ----- | ------ |
| 1.  | DSV Posen              | 6   | 5 | 0 | 1 | 025:600 | 4,17  | 10:20  |
| 2.  | FC Britannia Posen (M) | 6   | 5 | 0 | 1 | 015:600 | 2,50  | 10:20  |
| 3.  | MTV Jahn Posen (N)     | 5   | 1 | 0 | 4 | 006:200 | 0,30  | 02:80  |
| 4.  | SC Union Posen         | 5   | 0 | 0 | 5 | 004:180 | 0,22  | 0:10   |

| (M) | Titelverteidiger Bezirk      |
| (N) | Aufsteiger aus der 2. Klasse |

Entscheidungsspiel um die Posener Meisterschaft 
| Datum        |           | Ergebnis |                    | Ort   |
| ------------ | --------- | -------- | ------------------ | ----- |
| 8. März 1914 | DSV Posen | 4:3      | FC Britannia Posen | Posen |

## Bezirk VI Oberlausitz
Die Oberlausitzer Meisterschaft wurde zuerst in zwei Gauen ausgetragen. Die beiden Erstplatzierten spielten in einem Finale den Meister aus.

### Gau Görlitz
Der Sieger des Gaus Görlitz lautete SC Preußen Görlitz. Weitere Teilnehmer waren SC Germania Görlitz, SC Union Görlitz, Sp. Abt. des TC Görlitz, FC Niesky 08, SC Preußen Görlitz II und SC Merkur Görlitz.

### Gau Halbau
Der Sieger des Gaus Halbau lautete Saganer SV. Weitere Teilnehmer waren SC Germania Halbau und SC Sprottau.

### Oberlausitzer Meisterschaft
| Datum        |                                         | Ergebnis |                               |
| ------------ | --------------------------------------- | -------- | ----------------------------- |
| 8. März 1914 | SC Preußen Görlitz (Sieger Gau Görlitz) | 7:1      | Saganer SV (Sieger Gau Sagan) |

## Südostdeutsche Endrunde
Die Endrunde um die südostdeutsche Fußballmeisterschaft wurde in dieser Saison erneut im K.-o.-System ausgetragen. Qualifiziert waren die Meister aus den 6 Bezirken sowie der Titelverteidiger FC Askania Forst.

### Vorrunde
| Datum                                                                 |                                                    | Ergebnis  |                                                 | Ort      |
| --------------------------------------------------------------------- | -------------------------------------------------- | --------- | ----------------------------------------------- | -------- |
| 22. März 1914                                                         | Verein Bresl. Sportfreunde (Sieger Bezirk Breslau) | 3:2 n. V. | Beuthener SuSV 09 (Sieger Bezirk Oberschlesien) | Breslau  |
| 22. März 1914                                                         | FC Askania Forst (Titelverteidiger)                | 6:0       | DSV Posen (Sieger Bezirk Posen)                 | Forst    |
| 22. März 1914                                                         | ATV Liegnitz (Sieger Bezirk Niederschlesien)       | 2:3       | SC Preußen Görlitz (Sieger Bezirk Oberlausitz)  | Liegnitz |
| FC Viktoria Forst (Sieger Bezirk Niederlausitz) erhielte ein Freilos. |                                                    |           |                                                 |          |

### Halbfinale
| Datum         |                            | Ergebnis |                    | Ort     |
| ------------- | -------------------------- | -------- | ------------------ | ------- |
| 5. April 1914 | Verein Bresl. Sportfreunde | 2:1      | FC Viktoria Forst  | Breslau |
| 5. April 1914 | FC Askania Forst           | 9:0      | SC Preußen Görlitz | Forst   |

### Finale
| Datum          |                            | Ergebnis |                            | Ort     |
| -------------- | -------------------------- | -------- | -------------------------- | ------- |
| 19. April 1914 | Verein Bresl. Sportfreunde | g1:3 g   | FC Askania Forst           | Breslau |
| 26. April 1914 | FC Askania Forst           | 2:1      | Verein Bresl. Sportfreunde | Forst   |